# Alexander von Martius

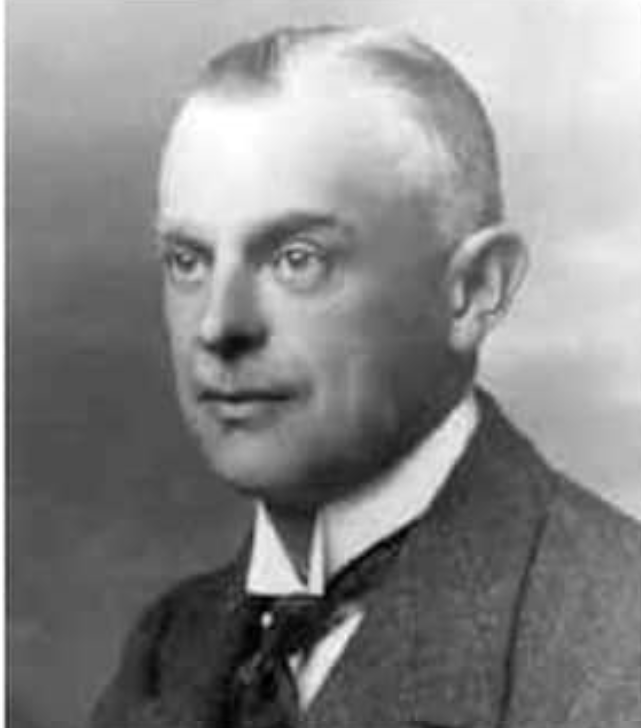
Alexander von Martius

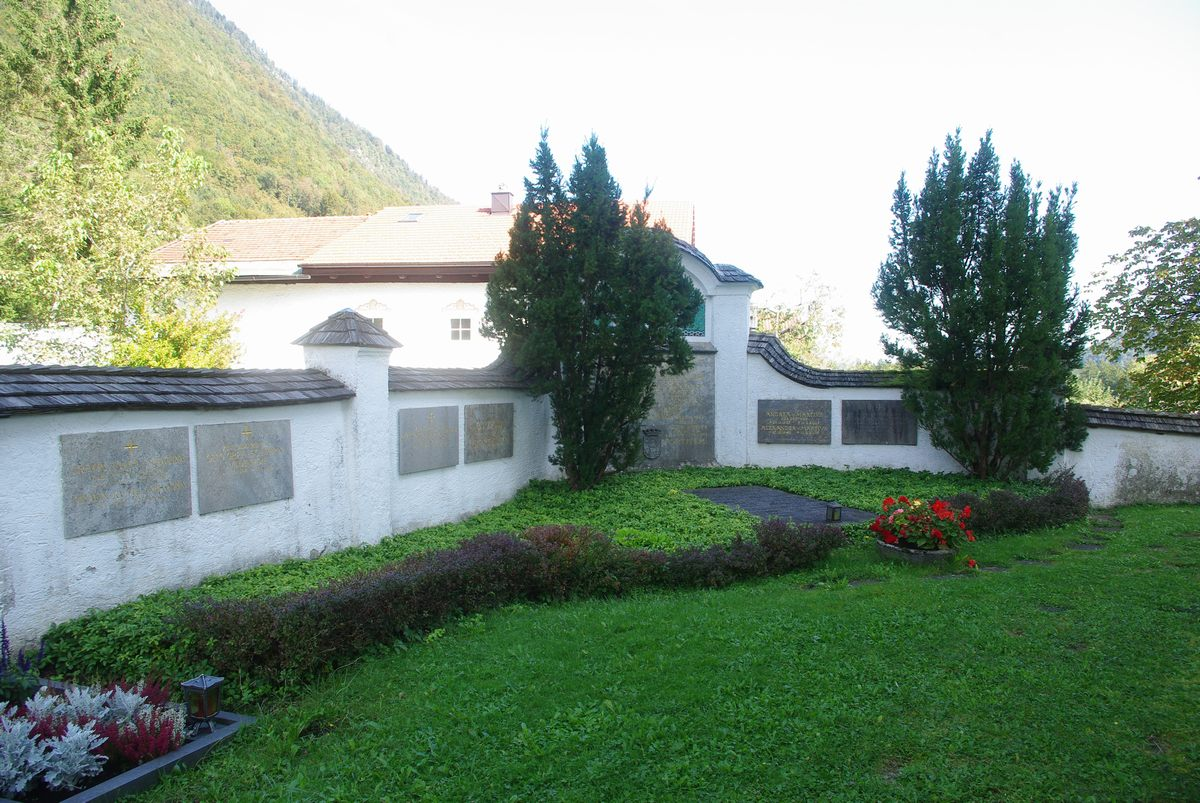
Grab auf dem Friedhof in Nonn

Alexander von Martius (* 6. September 1874 in Berlin; † 4. Mai 1939 auf dem Stauffenhof in Nonn) war ein deutscher Verwaltungsjurist.

## Leben
Alexander von Martius war Sohn von Carl Alexander von Martius (1838–1920) und dessen Ehefrau Margarete, geborene Veit (1853–1926). Sein Vater war am 16. Februar 1903 durch Wilhelm II. (als König von Preußen) in den erblichen preußischen Adelsstand erhoben worden.
Martius studierte an der University of Oxford und an der Rheinischen Friedrich-Wilhelms-Universität Rechtswissenschaft. 1894 wurde er im Corps Palatia Bonn recipiert. An der Königlichen Universität zu Greifswald wurde er 1897 zum Dr. iur. promoviert. Nach dem Referendariat trat er in die innere Verwaltung Preußens. Er kam in das Preußische Ministerium der geistlichen, Unterrichts- und Medizinalangelegenheiten, nach Angermünde und nach Liegnitz. Er war Regierungsassessor  bei der Regierung in Gumbinnen. 1911 wurde er im März kommissarisch und im Juni endgültig zum Landrat im Kreis Darkehmen ernannt. Im selben Jahr heiratete er Agnes Gräfin von Schwerin (* 1888). In den neun Landratsjahren kamen die Kinder Carl-Otto (* 1912), Götz (* 1913), Margarete (* 1915), Hans-Heinrich (* 1916), Alexander (* 1917) und Sixtus zur Welt. 1920 nach dem Kapp-Putsch wie die meisten Landräte in den einstweiligen Ruhestand versetzt, diente er bei der Grenzregulierungskommission für den Freistaat Danzig und beim Fürsorgeamt in Berlin. Er schied wohl 1925 aus dem Staatsdienst aus und war in Berlin noch ein Jahr Leiter des Reichsverbandes land- und forstwirtschaftlicher Arbeitgebervereinigungen. Drei Söhne und der Schwiegersohn fielen im Zweiten Weltkrieg.